# ۷ دی
۷ دی دویست و هشتاد و سومین روز سال در گاه‌شماری خورشیدی است. به پایان سال ۸۲ روز (۸۳ روز در سال کبیسه) باقی‌است.

## رویدادها
- ۱۲۹۳ - آغاز حمله عثمانی جهت اشغال تبریز در جنگ جهانی اول
- ۱۳۵۸ ‐ بنیان‌گذاری سازمان نهضت سوادآموزی[۱]
- ۱۳۹۶ - آغاز اعتراضات دی ۱۳۹۶ ایران

## زادروزها
- ۱۳۴۷ -  محمدرضا فروتن، بازیگر

## درگذشتگان
- ۱۳۸۶ - آیدین نیکخواه بهرامی، بازیکن بسکتبال
- ۱۳۹۳ - جبار چحیلی، گنزورا و رئیس هیئت مدیره انجمن صابئین مندایی